# Wisdom of Happiness
Pour plus de détails, voir Fiche technique et Distribution.
Wisdom of Happiness – A Heart-To-Heart with the Dalai Lama est un film documentaire du cinéma suisse de Barbara Miller (de), Philip Delaquis (de) et Manuel Bauer sorti en 2024. Il comporte un portrait cinématographique du 14e dalaï-lama, s'adressant directement au public et partageant sa sagesse sur la recherche du bonheur dans le monde d'aujourd'hui. Le film combine des images personnelles du dalaï-lama, des images d'archives historiques et des scènes contemporaines des défis mondiaux auxquels l'humanité est aujourd'hui confrontée. Wisdom of Happiness a été créé en collaboration avec Richard Gere et Oren Moverman.

## Contenu
Le film met en scène le dalaï-lama en regard caméra, créant « une expérience cinématographique méditative qui résonne longtemps après ». 
Il aborde la sagesse basée sur la paix intérieure, le bonheur et la compassion, donnant des conseils pratiques pour les défis du monde moderne. Le film comporte aussi des archives inédites du gouvernement tibétain en exil, mettant en perspective la vie et de l’héritage du 14e dalaï-lama.

## Tournage et production
Le film a été produit par Barbara Miller, Philip Delaquis et Manuel Bauer en étroite collaboration avec l'acteur américain et militant des droits de l'homme Richard Gere et le réalisateur et scénariste Oren Moverman.

## Sortie
Le film a célébré sa première mondiale le 8 octobre 2024 en présence de Richard Gere, de Jetsun Pema (sœur du dalaï-lama) et du président tibétain Penpa Tsering au Festival du film de Zurich,.
Le film a aussi été projeté au Dharamshala International Film Festival (en) en novembre 2024.
Le 9 décembre 2024, le film a reçu une reconnaissance particulière lorsqu'il a été projeté lors de la cérémonie du Prix Lumière de la vérité pour Nancy Pelosi au Capitole des États-Unis en sa présence et celles de Jetsun Pema, du président tibétain Penpa Tsering et de Richard Gere.

## Critiques
L'émission 10vor10 (en) de la SRF 1 a souligné la pertinence particulière du film : « À une époque d'innombrables conflits armés et de violence mondiale, le message de paix et de compassion du film est important et réconfortant », a déclaré Sandra Steffan dans sa critique.
Michael Gasch de Cineman a écrit à propos du film : « Le film est plus qu'un simple documentaire sur l'ecclésiastique. Au lieu d’un entretien ordinaire, c’est un portrait réussi et chaleureux (...), un composite à voir sur l’humanité. »
Katja Richard de Blick a écrit : « Une expérience cinématographique méditative ».
Christian Jungs, directeur artistique du Festival du film de Zurich, écrit dans Moneycab : « Un film stressant que les managers devraient regarder avec leurs équipes. Un guide pour la résilience et la confiance. »